# Аквілія Севера
Юлія Аквілія Севера (поч. III ст. н.е.) — дружина римського імператора Геліогабала.

## Життєпис
Походила з роду нобілів Аквіліїв. Про родину Аквілії мало відомостей. Вона була весталкою. Втім це не завадило імператору Геліогабалу у 220 році захопили її та зробити своєю дружиною. Це викликало велике збурення серед усіх станів Риму. Геліогабал пояснив, що він як представник бога Сонця взяв у дружину представницю богині Вести. Аквілія як дружина імператора отримала прізвище «Севера». Але через декілька місяців Геліогабал розлучився з Аквілією та повернув її назад. Втім у 221 році Геліогабал знову одружився з Аквілією. Після 222 року — вбивства Геліогабала — доля Юлії Аквілії не відома.